# جنوب بوجيه ساوند

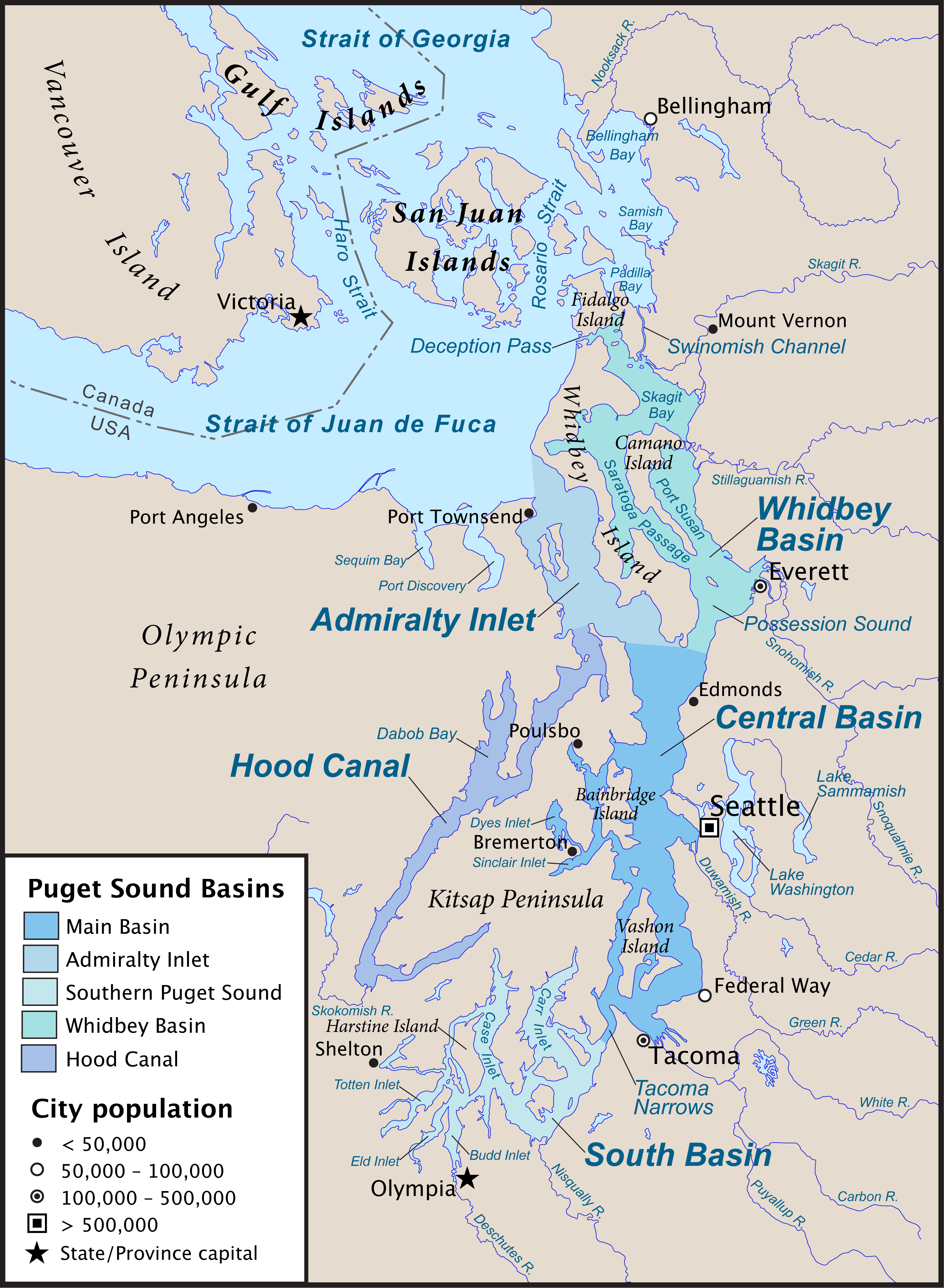
تم وضع علامة على الحوض الجنوبي (الأفتح باللون الأزرق) على خريطة بوجيه ساوند

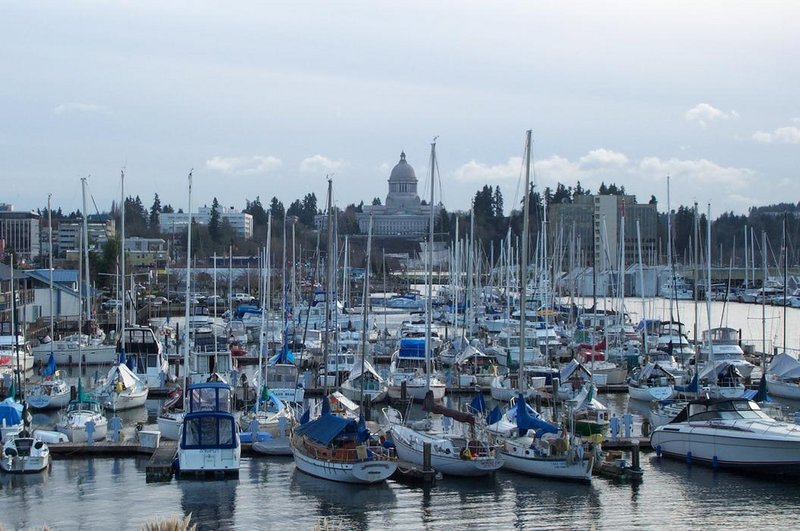
أولمبيا في الطرف الجنوبي من Budd Inlet

جنوب بوجيه ساوند هو الامتداد الجنوبي لبوجيه ساوند في جنوب غرب واشنطن، في شمال غرب المحيط الهادئ بالولايات المتحدة. وهو واحد من خمسة أحواض رئيسيّة، والحوض الأقل عمقًا، بمتوسّط عمق سبع وثلاثين م 37 متر (121 ft) . تختلف التّعريفات الدّقيقة للمنطقة: تحسب إدارة الأسماك والحياة البريّة بالولاية كل منطقة بوجيه ساوند جنوب تاكوما ناروز لأغراض تنظيم صيد الأسماك. تحسب نفس الوكالة مقاطعات ماسون وجيفرسون وكيتساب وبيرس وثورستون لإدارة الحياة البريّة. تحدد وزارة البيئة بالولاية منطقة مماثلة جنوب ممر كولفوس.
يُستخدم مصطلح "منطقة الصّوت الجنوبي" و "صوت الجنوب" فقط للإشارة إلى المجتمعات المحيطة بالمياه. يحتوي الصّوت الجنوبي على المنطقة الإحصائية أولمبيا-تومواتر متروبوليتان ومنطقة شيلتون ميكروبوليتان الإحصائية. تظهر المصطلحات في أسماء المؤسسات المحلية والكيانات التجاريّة مثل كلية مجتمع بوجيه ساوند الجنوبية في أولمبيا ومركز ساوث ساوند في لاسي.

## التاريخ البشري
تشير الآثار إلى أنّ الاحتلال البشري المستمر بدأ منذ ما يقرب عشرة آلاف سنة من قبل شعوب السّاليش الذين لا يزالون يعيشون هناك. ربّما كان الملازم بيتر بوجيه قد أجرى أول اتّصال مع السّكان الأصليّين وقام برسم مخطط الصّوت الجنوبي لأول مرة في تسعينيات القرن الثامن عشر، مما أدّى لظهور "صوت بوجيه" الأصلي، والذي كان حينها مجرّد المنطقة الواقعة جنوب منطقة ناروز. تم إنشاء حصن نيسكوالي، وأصبح حصن ستيلاكوم المقر الرئّيسي للميليشيا الإقليمية في شهر أغسطس عام 1849 كلاهما سبقه عقود من الزّمن في فورت لويس (الآن قاعدة لويس-ماكورد المشتركة)، التي تم إنشاؤها للحرب العالمية الأولى. تم التّوقيع على معاهدة مديسين كريك بين القبائل والولايات المتّحدة عام 1854 في دلتا نهر نيسكوالي في منطقة الصوت الجنوبي، حينما بدأ المستوطنون من أجزاء أخرى من أمريكا بالوصول.
أصبحت أولمبيا مستوطنة في أربعينيّات القرن التاسع عشر، مما سمح بالوصول إلى المناطق الداخليّة في جنوب غرب واشنطن. كان روّاد تومواتر مايكل سيمونز، المولود في كنتاكي، وجورج واشنطن بوش، وهو من المحاربين متعددي الأعراق في حرب عام 1812 من ولاية بنسلفانيا، من أوائل مستوطني بوجيه ساوند من الولايات المتحدة عام 1844. محتمل أن يكون سيمونز وبوش قد اخترقا طريقًا عبر الغابة العذراء خلال طريق أوريغون. في عام 1860، تمّ تحويل الطّريق إلى طريق عسكريّ بين فورت فانكوفر على كولومبيا إلى حصون نيسكوالي وستيلاكوم على الصوت.
تأسّست كنيسة شاكر الهندية عام 1881 في خليج الطين على يد الأمريكيين الأصليين سام وليو يوالوش وجون سلوكوم من قبيلة جزيرة سكواكسين. انتشرت الكنيسة في جميع أنحاء شمال غرب الولايات المتحدة وجنوب كولومبيا البريطانية في القرن التاسع عشر، ولا تزال موجودة اعتبارًا من 2017.

## جغرافية
تحتوي الممرّات والخلجان الواقعة غرب جزيرة هارتستين، بسبب التجلد الواسع النطاق في العصر البليستوسيني، على المياه الضحلة في الصّوت بأكمله. بعيدًا عن تاكوما ناروز، يتميّز الحوض بمعدّلات منخفضة لتبادل المد والجزر (تدفق المد والجزر)، مما يؤدي إلى مشاكل التخثث. يكون تعقيد الخط الساحلي في الصوت الجنوبي أكبر منه في الأحواض الأخرى، وذلك بسبب كثرة الممرات والخلجان والجزر:
الممرات
- ممر بيكرينغ
- ممر بيل
- ممر دانا
- ممر سكواكسين

المداخل
- مدخل هامرسلي وخليج أوكلاند
- مدخل توتن
- مدخل سكوكوم
- مدخل اللد
- مدخل بود
- مدخل هندرسون
- مدخل الحالة

الجزر
- جزيرة فوكس
- جزيرة ماكنيل
- جزيرة أندرسون
- جزيرة هارستين
- جزيرة الباخرة

### المسطحات الطينية

المسطحات الطينية في خليج أويستر

يؤدي التّباين الكبير في المدّ والجزر إلى ظهور مسطّحات طينيّة واسعة النّطاق في مداخل الصّوت الجنوبي. يزداد تباين المدّ والجزر مع المسافة من مدخل بوجيه ساوند ويكون أكبر عند أكثر من خمسة عشر 15 قدمًا في جنوب ساوند، مقابل 11 فقط في سياتل (قارن 5 في لوس أنجلوس).  تشمل السهول الطينية منطقة خليج الطين في الطرف الجنوبي من مدخل اللد وخليج أويستر في الطرف الجنوبي من Totten Inlet. يتعرض خليج أويستر بأكمله للطين عند انخفاض المد.

### مستجمعات المياه
تشمل مستجمعات المياه الرئيسية في الصوت الجنوبي نهر ديشوتيس (واشنطن) ونهر نيسكوالي.

### المناخ المحلي
تجلب فجوة شيهاليس هواء المحيط الهادئ الرطب إلى منطقة بوجيه ساوند بأكملها، حيث تصل أولاً إلى جنوب ساوند (تبلغ الفجوة بالقرب من ماتلوك 15 ميل (24 كـم) من شيلتون على خليج أوكلاند). أولمبيا أكثر رطوبة من سياتل بسبب غياب الحماية من الجبال الأوليمبية، وقد تمّ تصنيفها على أنها أكثر مدينة ممطرة في أمريكا حيث تهطل الأمطار عليها 64 يومًا في السنة.

## تربية الأحياء المائية
تنتج تربية الأحياء المائية في منطقة ساوث ساوند معظم محصول الولاية من المحار التجاري. تنتج زراعة المحار في توتن إنليت وفرعها الجانبيّ، ليتل سكوكوم، أشهر المحار الصالح للأكل في جنوب بوجيه ساوند. إنتاج محار جيوداك يجعل الأمة غنية.

## الحكومات
تشمل السّلطات القضائية في منطقة الصّوت الجنوبي حكومة الولاية والمقاطعات والمدن التابعة لها؛ نيسكوالي، جزيرة سكواكسين، وقبائل بويالوب؛ والحكومة الفيدراليّة وهي مالك الأرض والمشغل لقاعدة لويس-ماكورد المشتركة.

## مواصلات

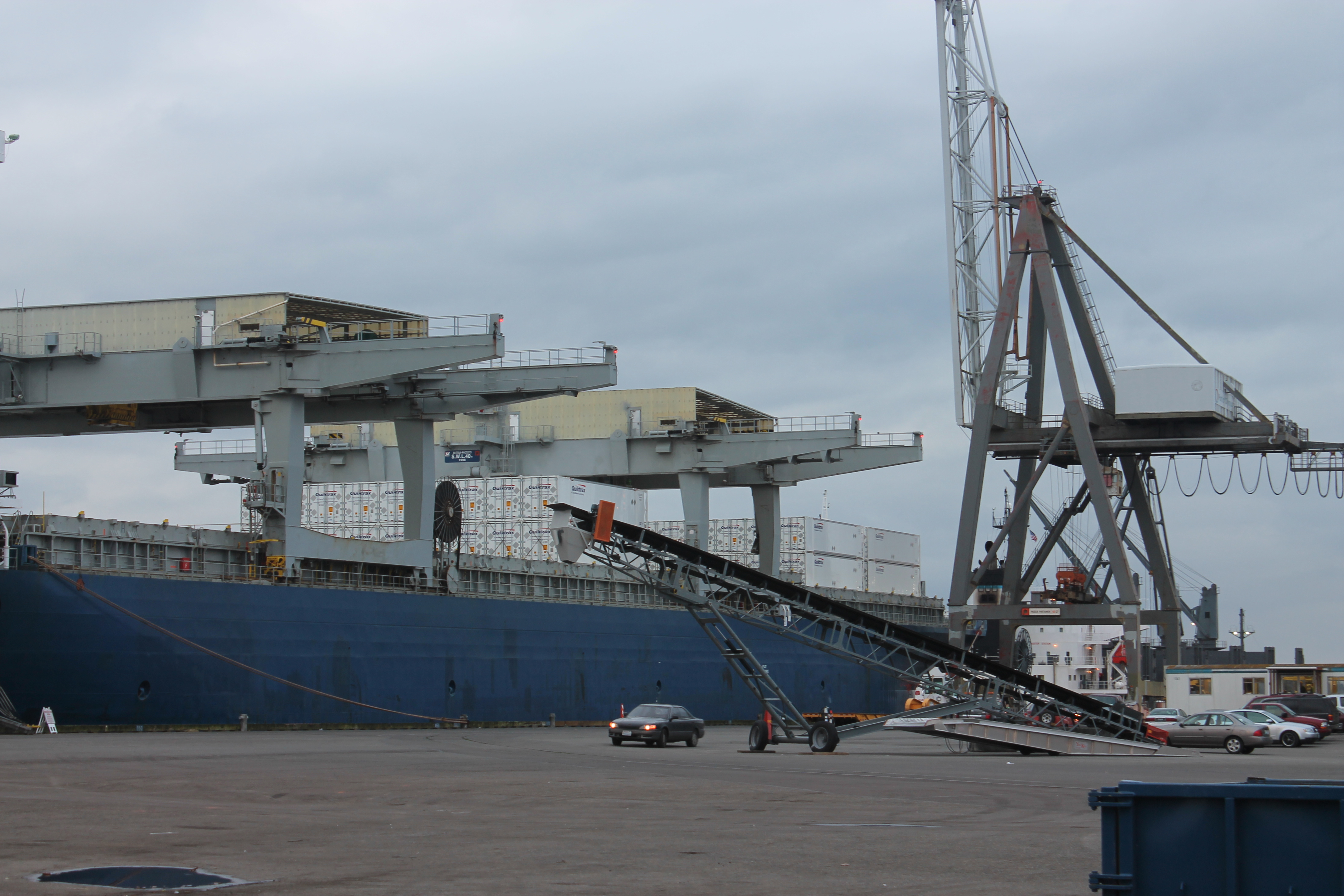
سفينة حاويات ورافعة في المحيط الهادئ في ميناء أولمبيا

كان النّقل المائيّ شائعًا في منطقة الصّوت الجنوبيّ. كانت العبارات تربط بين العديد من المواقع مثل سيتلاكوم . توفر العبارة جزيرة سيتلاكوم-أندرسون الخدمة بين جزر سيتلاكوم وجنوب ساوند باستخدام سفينتين. يحتوي الطّرف الشمالي من منطقة الصوت الجنوبي على الجسر الوحيد المتقاطع مع الصّوت، وهو جسر تاكوما ناروز (من الناحية الفنية جسران متجاوران منذ عام 2007). يشكل الطريق السريع 5 والولايات المتحدة 101 مسارًا نصف دائري من شيلتون إلى تاكوما حول الصوت الجنوبي، ويمتد طريق ولاية واشنطن 3 من شيلتون عبر وسط شبه جزيرة كيتساب. يكمل طريق الولاية 16 عبر جسر ناروز حلقة حول الصوت الجنوبيّ. تعبر طرق المقاطعة ذات النهاية المسدودة طول شبه الجزيرة الجنوبية في منطقة توتن - إلد إنليت - بود إنليت : طريق كاميلتشي بوينت، طريق جزيرة ستيمبوت، طريق كوبر بوينت، طريق ليبي، وطريق جونسون بوينت.
ميناء أولمبيا هو ميناء المياه العميقة للسفن العابرة للمحيطات. يتم الحفاظ عليه من خلال التجريف في مدخل بود وبحيرة الكابيتول، وهو حاجز لنهر ديشوتيس. بدون التّجريف، سيعيد نهر ديشوتيس إنشاء مصب النّهر التّاريخي بمساحة سنوية تبلغ 35,000 يارد مكعب (27,000 م3) من رواسب الرواسب.
تاكوما للسكك الحديدية، وسكك حديد بي إن إس إف، وسكك حديد يونيون باسيفيك تدعم الشحن العام بالسكك الحديدية، وسكك حديدية قليلة الاستخدام 48-ميل (77 كـم) يوجد بوجيه ساوند وسكك حديد المحيط الهادئ المؤدية إلى شبه جزيرة كيتساب. تاريخيًا، كان قطع خطوط السكك الحديدية مثل شركة مود باي لقطع الأشجار شائعًا على شواطئ ساوند الجنوبي وفي الدّاخل؛ تم التخلي عن هذه.
يعدّ مطار ساندرسون فيلد في شيلتون ومطار أولمبيا الإقليمي المطارين العامّين الرّئيسيين الوحيدين (انظر قائمة المطارات في واشنطن). توجد مطارات عسكرية كبيرة على متن قاعدة لويس-ماكورد المشتركة.

## الثدييات البحرية
الحيتان الرّمادية والحيتان الحدباء نادرة في الصّوت الجنوبي ولكن من المعروف أنّها تأتي إلى هناك لإطعام وإيواء عجول الحيتان. تم الإبلاغ عن الحيتان القاتلة المقيمة في الجنوب (حيتان الأوركا) في أقصى الجنوب حتى مدخل الد. تشمل الأنواع الأصغر خنازير البحر دال فوكوينويدز دالي (Phocoenoides Dalli)، وفقمة الميناء (Phoca Vitulina)، وخنازير ميناء المحيط الهادئ (Phocoena phocoena). شوهد قضاعة بحرية واحدة في الصوت الجنوبي في عام 2012.

## الحواشي
1. ↑  The Official History of the Washington National Guard، Washington Military Department، مؤرشف من الأصل في 2019-05-31
2. ↑  Kruckeberg 1991، صفحة 69.
3. ↑  Mueller & Mueller 2006، صفحة 258.
4. ↑  "Is Seattle the rainiest city in the U.S.?". 19 أغسطس 2015. مؤرشف من الأصل في 2023-05-30.
5. ↑  Hannum 2002.
6. ↑  Grette Associates 2009، صفحة 65.